# しろうま荘
しろうま荘（しろうまそう）は、長野県白馬村にある旅館である。
2012年ワールドラグジュアリーホテルアワードで日本初のグローバルウィナー(世界一)を受賞。

## 概要
白馬村八方尾根スキー場の麓の温泉宿。
2012年国際的に傑出した宿泊施設に贈られるワールドラグジュアリーホテルアワードで日本初となるグローバルウィナーを受賞し、Luxury Ski Resortで世界一となる。
また、2015年には、英国の旅行雑誌が選ぶ世界の優れた観光業者を表彰するラグジュアリートラベルガイドアワードでLuxury Mountain Retreatの最高賞を受賞し、世界で初めてマウンテンカテゴリーでこの賞の最高賞を受賞した。
法人としての登記は1988年であるが、1930年代に民宿として宿泊業を開始した、白馬で最も古くからあるスキー民宿から始まった旅館の一つ。
支配人は丸山俊郎。
しろうま荘のある八方細野地区は日本の民宿発祥の地と言われており、山案内人の家に登山客が泊まったり、「しろうま荘」のような農家にスキー客を受け入れたことにより、自然発生的に民宿スタイルが誕生し、1937年に16戸が警察から許可を得て民宿営業を行い、これが日本の民宿の発祥となった。
1998年長野オリンピック前に改装をし、当時洋風建築が流行りであった白馬では数少ない近代和風建築を採用。300余年の農家時代の柱と梁をエントランス部分に残し、現代建築の中に当時の素材を組み込んだ。
宿名は、白馬村の名の語源となった「代馬（しろうま）」に由来し、信州百名山の宿として日本百名山でもある白馬岳の宿に登録されている。
客室数18、白馬八方温泉を引き湯。家族経営の小規模温泉宿。
2008年頃より外国人宿泊客が増え、トリップアドバイザー等で人気が高まり、2011年に宿泊したワールドラグジュアリーホテルアワード関係者(覆面審査員)の推薦により、World Luxury Hotel Awards 2012にノミネートが決定した。

## 近隣の観光スポット
- 八方尾根スキー場
- 白馬八方温泉

## 受賞歴
- ワールド・ラグジュアリー・ホテルアワード2012　Luxury Ski Resort
- ワールド・ラグジュアリー・ホテルアワード2013　Luxury Mountain Resort
- トリップアドバイザー・トラベラーズチョイスアワード2014　旅館部門
- ワールド・ラグジュアリー・ホテルアワード2014　Luxury Mountain Resort
- トリップアドバイザー・トラベラーズチョイスアワード2015　旅館部門
- ラグジュアリー・トラベルアワード2015　Luxury Mountain Retreat
- トリップアドバイザー・トラベラーズチョイスアワード2016　旅館部門
- ラグジュアリー・トラベルアワード2016　Luxury Mountain Retreat
- トリップアドバイザー・トラベラーズチョイスアワード2017　旅館部門